# Enterolobium
Enterolobium Mart., 1837 è un genere di piante angiosperme appartenente alla famiglia delle Fabaceae, diffuso in Sud America.

## Distribuzione e habitat
Il genere è segnalato in Messico, America centrale e fascia tropicale del Sud America.

## Tassonomia
Il genere comprende le seguenti specie:
- Enterolobium barinense L.Cárdenas & H.Rodr.-Carr.
- Enterolobium barnebianum Mesquita & M.F.Silva
- Enterolobium contortisiliquum (Vell.) Morong
- Enterolobium cyclocarpum (Jacq.) Griseb.
- Enterolobium gummiferum (Mart.) J.F.Macbr.
- Enterolobium maximum Ducke
- Enterolobium monjollo (Vell.) Mart.
- Enterolobium timbouva Mart.